# Herbert Ryman
Pour les articles homonymes, voir Ryman.
Herbert Dickens Ryman parfois abrégé en Herb Ryman (1910-1989) était un animateur et un imagineer américain ayant travaillé pour la société Disney.
Il participa à l'animation par exemple de la séquence de la Symphonie Pastorale de Fantasia (1940), Dumbo (1941) ou aux layouts sur Les Trois Caballeros (1944). Il a réalisé les esquisses pour les parcs Disney dont celles du château de la Belle au bois dormant de Disneyland et du château de Cendrillon au Magic Kingdom.

## Biographie
Herbert Ryman est née le 28 juin 1910 à Vernon dans l'Illinois. Il sort diplômé de l'Art Institute of Chicago avec les honneurs et déménage en 1932 pour Hollywood. Il trouve alors un emploi d'illustrateur de storyboard pour la Metro-Goldwyn-Mayer et travaille sur entre autres Les Révoltés du Bounty (1935), David Copperfield (1935) et Visages d'orient (1937). Ce dernier film dépeignant l'atmosphère de l'Asie donne l'envie à Herbert de prendre une année sabbatique en 1937 et de la passer en Chine. Il y réalise de nombreuses esquisses regroupées dans un livre.
Il revient en 1938 en Californie et lors d'une exposition de ses œuvres rencontre Walt Disney. La qualité des œuvres de Ryman font que Walt lui demande de rejoindre les Studios Disney. Il est attaché à la direction artistique des premiers longs métrages comme Fantasia et Dumbo.
En 1954, il intègre WED Enterprises et participe à la création de nombreuses attractions pour Disneyland. Il est entre autres l'auteur des dessins préparatoires pour Disneyland qui permirent à Roy O. Disney d'avoir les apports financiers nécessaires à la construction du projet. On peut noter le plan d'ensemble du parc, véritable schéma directeur réalisé en 1953, les dessins préparatoires de Main Street, USA, du château de la Belle au bois dormant et au tournant des années 1960, ceux de New Orleans Square. Le premier bâtiment, Haunted Mansion, sorti de terre en 1962 mais le land n'ouvrit qu'en 1966 et l'attraction qu'en 1969.
Juste avant le milieu des années 1960, il travaille sur le projet Floride. Les achats de terrains débutent dès 1964 et le complexe de Walt Disney World Resort ouvrit en 1971. Herbert réalise entre autres l'attraction Hall of Presidents.
C'est en 1971 qu'il prend sa retraite de chez Disney. Mais il revient en tant que consultant à plein temps pour les dessins préparatoires d'Epcot. Il sort aussi de sa retraite pour réaliser les décors d'animation et le générique du film Peter et Elliott le dragon (1977).
Alors qu'il travaille sur les idées du futur parc Disneyland et principalement la version européenne de Main Street, USA, Herb Ryman décède le 10 février 1989 à Los Angeles. Au début des années 1990, un arbre a été planté devant le château de la Belle au bois dormant à Disneyland en son honneur et par le fait qu'il en est son principal concepteur graphique.

## Filmographie

### Metro-Goldwyn-Mayer
- 1935 : Les Révoltés du Bounty, storyboard
- 1935 : David Copperfield, storyboard
- 1937 : Visages d'orient, storyboard

### Disney
- 1940 : Fantasia, séquence de la Symphonie Pastorale
- 1941 : Dumbo
- 1942 : Saludos Amigos
- 1944 : Les Trois Caballeros, layout
- 1977 : Peter et Elliott le dragon, décors d'animation et génériques

## Attractions
On doit à Herbert Ryman de nombreuses esquisses et nombreux dessins préparatoires pour les parcs Disney dont :
- les attractions originales de Disneyland
  - le château de la Belle au bois dormant
  - Main Street, USA
  - Jungle Cruise (1955)
- les attractions de la Foire internationale de New York 1964-1965 (avec date d'ouverture à Disneyland)
  - Carousel of Progress (1967)
  - Great Moments with Mr. Lincoln (1965)
  - It's a Small World (1966)
  - Magic Skyway devenu le PeopleMover (1967)
- Pirates of the Caribbean (1967)
- Hall of Presidents (1971)
- pour Epcot
  - The American Adventure (1982)
  - le pavillon de la Chine du World Showcase
- Meet the World à Tokyo Disneyland

## Récompenses et héritage
En 1990, il reçut une distinction Disney Legends à titre posthume.
Il eut l'honneur d'être le thème d'une exposition A Brush with Disney: The Art of Herbert Ryman (2000-2002) au sein de la Disney Gallery du parc Disneyland.
Sa sœur, Lucille Carroll aida à fonder la "Ryman-Carroll Foundation".

## Sources
- « Herbert Ryman » (présentation), sur l'Internet Movie Database
- Herb Ryman sur Disney Legends
- Herbert Dickens Ryman, Bruce Gordon, David Mumford et la Ryman-Carroll Foundation, A Brush with Disney : An Artist's Journey, Told through the words and works of Herbert Dickens Ryman, Camphor Tree Publishers, 2000,  (ISBN 978-0964605961), 252 pages